# Bataille de Tchikhori
La bataille de Tchikhori (en géorgien : ჩიხორის ბრძოლა, chikhoris brdzola) est un affrontement entre les armées du roi Georges VIII de Géorgie et une coalition de nobles rebelles sous la conduite du prétendant au trône Bagrat en 1463. Elle eut lieu près de la forteresse de Tchikhori dans le district d'Argveti (en) en Géorgie occidentale, et se termina par une défaite décisive du roi. 

## Contexte
C'est le point culminant d'une querelle dynastique pour la couronne de Géorgie qui commence après le règne de Vakhtang IV (1442-1446), et provoque la scission du royaume. Les nobles des provinces du sud et de l'ouest du royaume de Géorgie contestent la légitimité du successeur de Vakhtang IV, son demi-frère Georges VIII de Géorgie qui a évincé Démétrius III le frère germain de Vakhtang. Les ducs (eristavi) se regroupent derrière le prétendant au trône Bagrat beau-fils de Démétrius, et rencontrent l'armée royale à Tchikhori.

## Conséquences
Georges VIII est vaincu, et Bagrat VI est couronné roi d'Iméréthie à Koutaïssi. Mais en guise de récompense pour leur aide, le nouveau roi doit créer une principauté pour chacun de ses alliés, à savoir, :
- la principauté de Svanétie pour la famille Gelovani ;
- la principauté d'Abkhazie pour les Chervachidzé ;
- la principauté de Mingrélie pour les Dadiani ;
- et la principauté de Gourie pour les Vardanidzé-Gourieli.